# Cúchulainn

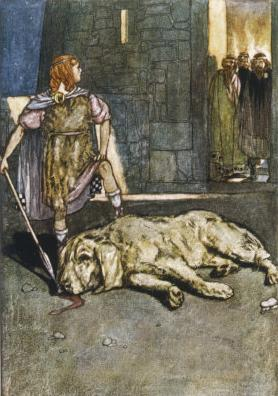
"Cú Chulain da muerte al perro de Culann", ilustración de Stephen Reid sacada de la obra de Eleanor Hull The Boys' Cuchulain, 1904.

Cú Chulainn (pronunciaciónⓘ) es un héroe mitológico y semidiós irlandés, el más famoso del ciclo del Úlster de la mitología irlandesa, así como dentro del folclore de Escocia y de la Isla de Man. Se creía que era hijo del dios irlandés Lugh del Largo Brazo, así como una encarnación de él, y de Dectera, hermana del rey del Úlster, Conchobar mac Nessa. Era el más importante de los Caballeros de la Rama Roja, los guerreros leales a Conor (Conchobar), quien supuestamente era rey de los Ulaid del noreste de Irlanda aproximadamente a principios del siglo I a. C.
Era de gran tamaño y muy apuesto y se distinguió por sus hazañas desde su niñez. Sus proezas aumentaron gracias a que tenía siete dedos en cada mano y en cada pie y siete pupilas en cada ojo. Favorecido por los dioses y exento de la maldición de la debilidad periódica que había sido impuesta a los hombres del Úlster, Cú Chulainn realizó hazañas y trabajos sobrehumanos comparables a los del héroe griego Aquiles.
Su nombre originario era Setanta, pero tomó el nombre por el que es más conocido, Cú Chulainn («el perro de Culann», en irlandés), cuando de niño, al ir a visitar a su padre adoptivo a casa del herrero Culann, mató a la perra que la guardaba. En ese momento se comprometió a hacer de perro guardián del herrero hasta que la cría de la difunta llegara a la edad adulta y pudiera hacer su trabajo. Es conocido también como «el Aquiles irlandés», debido a que le profetizaron ser el protagonista de grandes hazañas (recogidas en el libro La batalla de los bueyes de Cualinge) que le harían famoso, y que moriría joven.
La formación como guerrero de Cú Chulainn la llevó a cabo Scáthach, que le enseñó a utilizar su famosa lanza: Gáe Bolg. A los 17 años defendió el Úlster él solo contra los ejércitos de la reina Medb de Connacht en la épica Táin Bó Cúailnge («La batalla de los bueyes de Cualinge»). Se le conoce por su aterradora fiebre en la batalla o ríastrad, en la que se transforma en un monstruo irreconocible que no sabe ni de amigos ni de enemigos. Lucha montado en su carro, conducido por su leal auriga Láeg, y del que tiran sus caballos, Liath Macha y Dub Sainglend.
Según las leyendas más famosas, Cú Chulainn fue engañado por sus enemigos y murió a la edad de 27 años, luchando contra los ejércitos de las otras tres provincias de Irlanda, unidas por la reina Medb. Se cuenta que luchó hasta la misma muerte, atándose a un menhir para morir de pie, y que los ejércitos enemigos solo se decidieron a atacarle cuando vieron que un cuervo se posaba en su hombro para beber su sangre.

## Leyendas

### Nacimiento e infancia
Existen varias versiones acerca de la historia del nacimiento de Cú Chulainn una de ellas es que Cúchulainn es la representación de Caín el hijo de Adán que por la maldición de inmortalidad que Dios le dio ascendió a semideidad del panteón celta. En una primera versión, su madre Dectera es la hija y auriga de Conchobar (Conor mac Nessa), rey del Úlster, y le acompaña, junto con los nobles del Úlster, en una cacería de una bandada de aves mágicas. Empieza a nevar y los hombres del Úlster buscan cobijo. Encuentran una casa en la que les dan la bienvenida, pero la mujer de su anfitrión se pone de parto, y Dectera es testigo del nacimiento de un varón. Simultáneamente, una yegua da a luz dos potros. A la mañana siguiente, los hombres del Úlster se encuentran en el Brug na Bóinde (el montículo neolítico ubicado en Newgrange), la casa y sus habitantes han desaparecido, excepto el niño y los potros que aún están ahí. Dectera se lleva el niño a casa, pero este enferma y muere a una edad temprana. El dios Lugh se le aparece y le dice que él fue su anfitrión aquella noche y que ha introducido en su seno a su hijo, al que debe llamar Setanta. Su embarazo es un escándalo ya que está prometida a Sualtam mac Roy, y los hombres del Úlster sospechan que el padre es el propio Conchobar, por lo que aborta y pasa la noche con su marido siendo completamente virgen. Concibe entonces un hijo al que llama Setanta. Esto se interpreta como una triple concepción, señalando al niño como alguien especial.
En una versión más tardía, y más conocida, Dectera es hermana de Conchobar e hija del druida Cathbad, y desaparece de Emain Macha, la capital del Úlster. Como en la versión anterior, los hombres del Úlster parten de cacería tras una bandada de aves mágicas, les sorprende una nevada y buscan refugio en una casa cercana. Su anfitrión es Lugh, pero esta vez su mujer, que trae al mundo a un varón, es la propia Dectera. El niño recibe el nombre de Setanta. Los nobles del Úlster discuten sobre quién va a ser su padre adoptivo, hasta que el sabio Morann decide que deberían adoptarlo entre varios: el propio Cochobar; Sencha mac Ailella, que le enseñará sentido común y elocuencia; el adinerado Blaí Briugu, que le protegerá y le mantendrá; el noble guerrero Fergus mac Roy, que cuidará de él y le enseñará a proteger a los más débiles; el poeta Amergin, que le instruirá, y su mujer Finchoom, que le criará. Crece en la casa de Amergin y Finchoom en la llanura de Murthemney en el actual Condado de Louth, junto al hijo de ambos Conall Cernach.
Cuando Setanta fue lo suficientemente mayor, se dirigió a la corte de Conchobar para educarse con los otros hijos de nobles. Fue en esta época cuando sucedió el incidente que le dio el sobrenombre de Cú Chulainn. Culann el herrero invita a Conchobar a un banquete en su casa. Antes de ir, Conchobar se va a ver jugar hurling a los niños, e invita a Setanta al banquete porque su destreza en dicho deporte le ha impresionado. Setanta acepta la invitación, pero la posterga hasta después del partido, por lo que promete ir una vez finalizado este. Conchobar olvida decírselo a Culann y este deja suelto a su feroz perro guardián para proteger su casa. Cuando llega Setanta, el gigantesco perro le ataca, y Setanta lo mata en defensa propia. Según una versión, estrellándole contra una piedra; en otra, metiéndole un sliotar o pelota de hurling por la garganta con ayuda de su hurley o palo de hurling. Culann está destrozado con la pérdida de su perro, por lo que Setanta le promete criar un sustituto y, hasta que este sea lo suficientemente mayor como para hacer el trabajo, él mismo vigilará la casa de Culann. El druida Cathbad anuncia que su nombre será de ahora en adelante Cú Chulainn, es decir, el "perro de Culann" en irlandés.
Llegado el momento en que debía recibir las armas de la madurez, se encontró con que Cathbad, quien se encontraba instruyendo a sus pupilos, profetizaba que aquel que recibiera las armas aquel día sería el mayor de los héroes y sus proezas serían las más alabadas, si bien su vida sería corta. Fingiendo no oír nada, Cú Chulainn se apresuró a llegar frente a Conchobar y le pidió que le hiciera entrega de sus armas. Este le entregó dos lanzas y un carro de guerra. Cú Chulainn tomó ambas lanzas entre sus manos y las rompió, pateó el carro y lo quebró. Así hizo con otros pares de lanzas y carros que le fueron dados, hasta que, viendo la situación, el rey le otorgó sus propias lanzas, su espada y su carro que, al no poderlos romper Cú Chulainn, se convirtieron en sus armas.
Su fortaleza y vivienda se encontraba en Dundalk y así, se convirtió en el señor de la llanura de Murthemney.

### Entrenamiento con Scáthach y boda con Emer
Cú Chulainn era un joven apuesto y mujeriego, tanto que los demás hombres del Úlster temían que pudiera robarles a sus mujeres o a sus hijas. Por eso decidieron buscar una mujer conveniente para él por toda Irlanda, pero la única mujer que él estaba interesado en convertir en su esposa era Emer, hija de Forgall Monach. Sin embargo, Forgall se oponía a la unión y sugirió que antes de la boda él se formase como guerrero con la renombrada Scáthach, una mujer guerrera de Alba (Escocia), con el convencimiento de que ésta le mataría. Cú Chulainn marchó para Alba, y al mismo tiempo Forgall ofreció el matrimonio con Emer a Lugaid mac Nóis, rey de Munster, pero cuando este escuchó que Emer estaba enamorada de Cú Chulainn, rechazó su mano. 
Scáthach enseñó a Cuchulainn el arte de la guerra, incluido el uso de la Gáe Bolg, una especie de lanza que se arrojaba con el pie y salía disparada hacia el rival con consecuencias terribles. También contribuyó a su entrenamiento Ferdiad, un guerrero que se convirtió en el mejor amigo de Cú Chulainn, considerándose ambos hermanos.
Durante la estancia de Cú Chulainn, Scáthach entró en batalla con Aífe, su hermana gemela y rival. Scáthach, conociendo la habilidad de su hermana, temió por la vida de Cú Chulainn y le dio una pócima para que se quedara dormido durante la batalla. Sin embargo, debido a la enorme fortaleza de Cú Chulainn, la poción solo hizo efecto durante una hora, transcurrida la cual despertó y se unió a la batalla. Él luchó contra Aífe en singular combate y ambos estuvieron muy igualados, pero Cú Chulainn la distrajo diciendo que los caballos y el carro de Aífe, las cosas que ella más apreciaba, se habían caído por un acantilado. De esta forma pudo apoderarse de Aífe. Él perdonó su vida a cambio de que dejase de ser hostil hacia su hermana. En su período final en Alba, Cú Chulainn y Aífe fueron amantes.
Una vez terminado satisfactoriamente su entrenamiento, Cú Chulainn abandonó Alba volviendo al Úlster. Solicitó nuevamente a Forgall la mano de Emer, pero este se seguía resistiendo. Cú Chulainn atacó la fortaleza de Forgall matando a 24 de sus hombres raptando a Emer y robando el tesoro de Forgall, quien acabó con su propia vida lanzándose desde la muralla.
Conchobar tenía derecho de pernada sobre todos los matrimonios de sus súbditos, pero tenía miedo de la reacción de Cú Chulainn si decidía ejercerlo en ese caso así como de que se dudara de su autoridad si prefería no ejercerlo. El druida Cathbad, anciano tutor de Cú Chulainn, sugirió la solución: Conchobar dormiría con Emer en la noche de bodas, pero Cathbad dormiría entre ellos.

### La batalla de los bueyes de Cualinge
A los 17 años, Cú Chulainn él solo defiende el Úlster contra el ejército de Connacht en la Táin Bó Cúailnge o batalla de los bueyes de Cualinge. Medb, reina de Connacht, ha organizado la invasión para robar el toro semental Donn Cúailnge, y Cú Chulainn le permite hacerse con el Úlster por sorpresa porque está con una mujer cuando debería haber vigilado la frontera. Los hombres del Úlster están inutilizados por un hechizo, por lo que Cú Chulainn impide al ejército de Medb avanzar librando un combate singular en el vado. Derrota a un campeón tras otro en un tira y afloja que dura meses. 
Antes de un combate, una hermosa mujer se le acerca diciendo que es hija de un rey y le ofrece su amor, pero él la rechaza. La mujer resulta ser la diosa Morrigan, y en venganza por este desaire, le ataca adoptando la forma de animales varios en pleno combate contra Lóch mac Mofemis. Como anguila, le pone la zancadilla en el vado, pero él le rompe las costillas porque la pisa. Como lobo, ahuyenta al ganado en estampida por el vado y le saca un ojo de una pedrada. Por último, se manifiesta como una vaquilla a la cabeza de la estampida, pero Cú Chulainn le rompe una pierna, nuevamente, de una pedrada. Después de derrotar a Loch, por fin, la diosa Morrigan se le aparece como una anciana ordeñando a una vaca y con las mismas heridas que le hizo cuando se manifestó con las diversas formas animales. Ella le ofrece leche tres veces y cada vez que bebe, Cú Chulainn la bendice, curándosele las heridas.
Tras un combate especialmente arduo Cú Chulainn descansa herido gravemente, pero le visita Lugh que le confiesa que él es su padre y le cura las heridas. Cuando Cú Chulainn se despierta y ve que las tropas de Emain Macha, capital del Úlster, han atacado y asesinado al ejército de Connacht, le da una ríastrad o ataque aún más espectacular:

Se apoderó de Cú Chulainn un espasmo que hizo que su cuerpo se combara, pareciendo un ser monstruoso, horrible e informe sin igual. Sus piernas y articulaciones, todos sus nudillos y órganos, de la cabeza a los pies, se agitaban como un árbol en plena inundación o un junco a merced de la corriente. Su cuerpo se revolvió violentamente dentro de su propia piel de tal forma que sus pies y espinillas se dieron la vuelta hacia atrás, y los talones y las pantorrillas, hacia adelante. En su cabeza los nervios se alargaron hasta la nuca, cada uno de ellos cuan poderoso, inmenso y desmedido pomo, del tamaño de la cabeza de un niño con un mes de vida. Uno de sus ojos se hundía hasta tal punto en su cráneo que una grulla salvaje lo perdería de vista a la altura de la mejilla de tan hundido en las profundidades del cráneo que se hallaba, y el otro ojo le colgaba a la altura de la mejilla. Su boca retorcida de forma extraña y las mejillas estiradas hacia atrás dejaban la mandíbula descarnada hasta dejar a la vista sus entrañas, sus pulmones y su hígado ondeaban en su boca y en su garganta, su mandíbula inferior le dio un golpe tal a la superior como para matar a un león, y escupía por la boca grandes cantidades de saliva que parecían copos centelleantes de lana de cabra, procedentes de la garganta. El pelo de su cabeza se retorcía como las ramas de un espino, atascado en un hoyo; si los frutos de un manzano cayeran encima de él, apenas llegaría al suelo manzana alguna, quedando clavadas en vez en las cerdas de su cabello tieso, de la rabia, sobre el cuero cabelludo.
Extracto traducido al español por la traductora Bárbara M. Servert y de Castellví de la obra de Thomas Kinsella (traductor del irlandés al inglés) The Táin, Oxford University Press, 1969, pp. 150-153

Ataca al ejército y mata a cientos, amontonando sus cadáveres unos encima de otros, formando paredes. Cuando a su padre adoptivo Fergus mac Roy, el que fuera predecesor de Conchobar como rey del Úlster, exiliado ahora en la corte de Medb, le envían para enfrentarse con Cú Chulainn, este acepta rendirse, siempre y cuando Fergus prometa devolverle el favor la próxima vez que vuelvan a verse. Finalmente, Cú Chulainn libra un combate extenuante durante tres días con su mejor amigo y hermano adoptivo, Ferdiad, en un vado llamado Áth Fhir Diadh (en Ardee, Condado de Louth) en su nombre, donde mata a Ferdiad para poder sobrevivir, lo que le ocasiona una gran pena.
Los hombres del Úlster se rebelan, uno a uno primero, y finalmente en masa. Comienza la batalla final y Cú Chulainn permanece en la retaguardia, recuperándose de sus heridas hasta que ve a Fergus avanzando. Se incorpora a la refriega y se enfrenta a Fergus, que cumple con su parte del trato y se rinde, retirando su ejército del campo de batalla. Cunde el pánico entre el resto de aliados de Connacht y Medb se ve obligada a retirarse. En este momento tan inoportuno le viene la regla y, pese a que Fergus monta la guardia en torno a ella, Cú Chulainn la burla mientras ella está con ello y la tiene a su merced. Sin embargo, le perdona la vida porque no le parece bien matar mujeres y la acompaña hasta Athlone en su retirada de vuelta a Connacht.

### Asesinato de su propio hijo Connla
Antes de despedirse de Aífe para volver al Úlster, Cú Chulainn le había entregado un anillo de oro para que si ésta tenía un hijo fruto de aquella relación, se lo enviase con el anillo puesto cuando este hubiera crecido lo suficiente. Efectivamente Aífe estaba embarazada y dio a luz un hijo al que llamó Connla.
Años más tarde, un joven llegó al Úlster en un barco de bronce. El rey Conchobar, pensando que se trataba de una visita amenazadora, al imaginarse el peligro que supondría enfrentarse a los guerreros de un país que podían enviar un barco tan lujoso, envió un mensajero para convencerlo de que se fuera en cuanto tomó tierra. El muchacho mató al mensajero y se enfrentó y mató a otros hombres que se le enfrentaron, negándose tanto a marcharse como a identificar su nombre y procedencia. Conchobar mandó llamar a Cú Chulainn, que acudió donde estaba el joven para pedirle que se identificara so pena de matarle, pero este nuevamente se negó. Ambos pelearon pero Cú Chulainn acabó venciendo y dejando moribundo al muchacho. En ese momento pudo fijarse en su dedo y reconoció el anillo de oro que había entregado a Aifa. Tomando a Connla en brazos, todavía agonizante, lo llevó a la orilla y lo dejó ante el rey Conchobar: "aquí está mi hijo". Antes de que muriera, todos los guerreros del Úlster allí presente fueron llevados ante Connla, que se despidió de ellos y de su padre para finalmente morir.

### La muerte de Cú Chulainn
Medb conspira con Lugaid, hijo de Cú Roí, Erc, hijo de Cairbre Nia Fer, y los hijos de otros a los que Cú Chulainn mató, para arrastrarlo a su tumba. Su suerte está echada al romper la geasa o juramento que recaía sobre él y que incluía la prohibición de comer carne de perro, y como en Irlanda en sus inicios existía una creencia generalizada muy arraigada en contra de rechazar la hospitalidad ofrecida por otros, cuando una mujer vieja y fea le ofrece un plato con carne de perro, no le queda más remedio que romper su geis o juramento. De modo que queda espiritualmente debilitado para la lucha que está por venir.
Lugaid manda a hacer tres lanzas mágicas y le profetizan que un rey caerá con cada una de ellas. Con la primera, mata a Láeg, el auriga de Cú Chulainn, rey de los aurigas. Con la segunda, mata al caballo de Cú Chulainn, Liath Macha, rey de los caballos. Y con la tercera, hiere mortalmente al propio Cú Chulainn. Entonces, este se ata a una piedra para mantenerse en pie. Piedra que, tradicionalmente, se identifica con una que todavía está en Knockbridge, en el Condado de Louth. Solo cuando un cuervo se apoya sobre su hombro saben sus enemigos que está muerto. A continuación, Lugaid le corta la cabeza, pero en el momento de hacerlo, la espada de Cú Chulainn cae de su mano cortándole la mano a Lugaid.
Conall Cernach había jurado que si Cú Chulainn moría antes que él, vengaría su muerte antes de la puesta del sol y, cuando se entera de que Cú Chulainn ha muerto, persigue a Lugaid. Como este ha perdido una mano, Conall combate contra él con una mano sujeta al cinturón, y le vence cuando su caballo muerde a Lugaid en el costado. También mata a Erc y lleva su cabeza de vuelta a Tara, donde su hermana Achall muere de dolor por la muerte de su hermano.

## En la cultura popular
- El guitarrista irlandés Gary Moore escribió la canción "Thunder Rising", de su álbum Wild Frontier (1987), basado en momentos de la vida de Cú Chulainn.
- La banda sueca de metal sinfónico Therion escribió una canción basada en el personaje titulada con el mismo nombre, "Cú Chulainn", para el álbum Sitra Ahra (2010).
- La banda irlandesa de punk-folk The Pogues incluyó en su álbum Rum, Sodomy & The Lash (1985) la canción "The Sick Bed of Cuchulainn".
- En la novela visual Fate/stay night, el sirviente Lancer es Cú Chulainn y blande su famosa lanza Gáe Bolg.
- En la serie de novelas ligeras Seikoku no Dragonar el Parr de Rebecca Randall es Cú Chulainn y puede invocar a la lanza Gáe Bolg.
- El compositor contemporáneo Karl Jenkins compuso una obra homónima en su álbum Adiemus IV - The Eternal Knotf.
- La banda alemana de death metal melódico Suidakra narra la historia de Cú Chulainn en su álbum Crógacht.
- En Bravely Second: End Layer, secuela de Bravely Default, videojuego de rol (RPG) para Nintendo 3DS, Cú Chulainn es un jefe portador del asterisco del Euriga (Charioteer), luego de ser resucitado por Vella, la vestal oscura portadora del asterisco del Hechicero. Su historia es la de un guerrero que murió junto a su corcel y al ser resucitado sus cuerpos se combinaron en un ser parecido al centauro de la mitología griega.
- En el videojuego multijugador de arena de batalla en línea SMITE Cú Chulainn es un personaje jugable.
- En el juego de cartas Yu-Gi-Oh! existe una carta de monstruo ritual llamada Cú Chulainn el Despierto.
- La artista irlandesa Enya interpreta una melodía llamada "Triad: St Patrick / Cu Chulain / Oisin", carente de letra pero con una armonía musical característica de ella, de género Nueva Era.
- El artista irlandés Gavin Dune compuso e interpretó una canción llamada "The Tale of Cú Chulainn" sumarizando los hechos más importantes de su vida en su canal de YouTube: miracleofsound.
- Aparece como un demonio recurrente en la saga de videojuegos de rol japonés Megami Tensei.
- Es un personaje jugable en el videojuego japonés  Fate/Grand Order. En el juego tiene cuatro versiones: Lancer, Lancer Prototype, Caster y Berserker.
- En el manga Record of Ragnarok aparece desafiando al dios "Ra-hoorkhuit", otro personaje del mismo manga basado en el dios del sol.
- En la serie de animación Gargolas tiene un episodio dedicado a él.
- En el videojuego Elden Ring el personaje Godfrey, primer Señor del Círculo, está basado en el héroe mitológico irlandés.
- En el videojuego Final Fantasy XII aparece como un enemigo secreto. Al derrotarlo, el jugador obtiene su "esper", pudiendolo invocar y usarlo a voluntad en batalla.
- En el libro Manuelita, ¿dónde vas?, María Elena Walsh hace una referencia a él, aunque como un personaje pacífico.
- Se lo menciona en el libro Muerte de la luz, de George R. R. Martin.
- En el juego de cartas coleccionables chileno Mitos y Leyendas, Cuchulain es una carta jugable.
- En el cómic argentino de 1992 El cazador de aventuras número 17, del artista Jorge Lucas, el personaje principal es comparado con Cú Chulainn, y crean la leyenda.